# Ciclo Stirling
Il ciclo Stirling è un ciclo termodinamico che descrive il funzionamento di macchine generatrici o macchine operatrici. 
Descrive il motore Stirling che fu inventato e brevettato nel 1816 dal reverendo Robert Stirling aiutato dal fratello ingegnere. Questo è un motore a movimento alternativo a combustione esterna distinguendolo da quelli a combustione interna come il ciclo Otto.
Il ciclo di Stirling reversibile, intendendo con ciò che può essere realizzato da generatori, dove dall'applicazione del calore ed una sorgente fredda si può ottenere energia meccanica, oppure applicando viceversa energia meccanica è possibile ottenere caldo o freddo in postazioni distinte, con effetti sia di riscaldamento sia di refrigerazione.
Questo è un ciclo chiuso, cioè il fluido è lo stesso che si muove tra termostato caldo e termostato freddo (come per ciclo Rankine-Hirn chiuso).
Caratteristico del ciclo è il fatto di essere rigenerativo, un dispositivo interno detto "rigeneratore" cioè uno scambiatore-accumulatore di calore che incrementa il rendimento.
Il ciclo è composto sostanzialmente quattro fasi:
1. Compressione,
2. erogazione di calore al fluido,
3. espansione del fluido,
4. rimozione del calore dal fluido.

Occorre subito definire che, come spesso accade nel confronto tra cicli ideali e cicli reali, il ciclo reale non è così perfettamente separato in fasi distinte e nette; nel ciclo Stirling le sovrapposizioni delle diverse fasi sono particolarmente vistose.

## Ciclo ideale

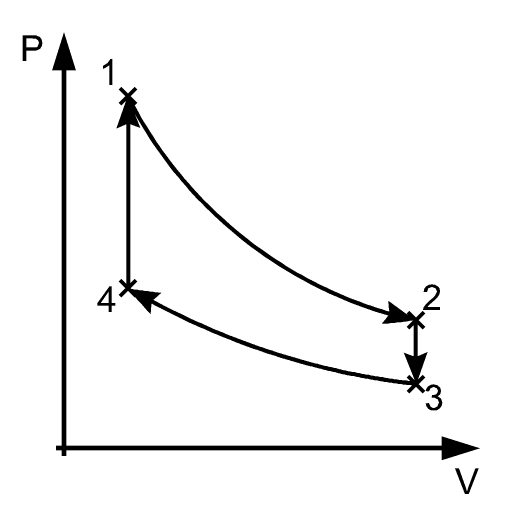
Diagramma p-V di un Ciclo Ideale Stirling

Il ciclo Stirling ideale consiste in quattro trasformazioni che agiscono sul fluido di ciclo (vedi diagramma p-V a destra):
- Dal punto 1 al punto 2: espansione trasformazione isotermica. Il vano di espansione è riscaldato dall'esterno ed il gas contenuto ha un'espansione isoterma.
- Dal punto 2 a punto 3: trasferimento del gas caldo a volume costante, o trasformazione isocora; il gas passa attraverso il rigeneratore cedendo a questo una parte del calore, che resterà disponibile per una successiva fase.
- Dal punto 3 a punto 4: compressione trasformazione isotermica, il fluido nello spazio di compressione è raffreddato, la compressione si immagina isoterma.
- Dal punto 4 a punto 1: trasferimento del calore a volume costante (trasformazione isocora); il fluido scorre indietro  attraverso il rigeneratore, recuperando il calore dal rigeneratore stesso.

## Complessità e ciclo diagramma reale
Mentre il criterio teorico è concettualmente semplice l'analisi termodinamica reale ha impegnato i fisici per lungo tempo.
La creazione di un modello di analisi del ciclo reale non si è rivelato un compito banale, dato che il ciclo ideale ha solo una lontana somiglianza col reale.
È stato detto: «Immaginare un ciclo ideale (irrealizzabile fisicamente), ha poco a che fare con quanto accade, di fatto, in un ciclo reale, e questo vale soprattutto nel ciclo Stirling».
Il problema analitico del rigeneratore (lo scambiatore di calore centrale nel ciclo Stirling) è stato giudicato di un livello "tra i più complessi che si possano incontrare in Ingegneria".

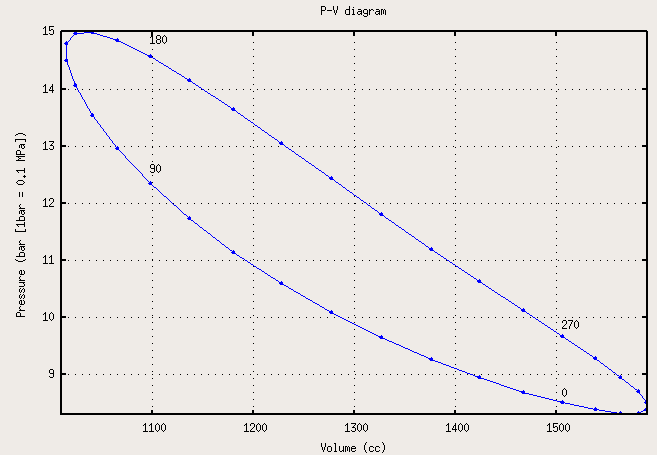
Diagramma p-V di un ciclo Stirling reale; sono indicate quattro posizioni angolari della manovella della macchina che esegue il ciclo

Il ciclo reale è rappresentabile in un diagramma p-V con una curva chiusa a forma tipica (vedi figura a lato); tale curva rappresenta, con diversi valori di pressione e temperatura, la maggior parte dei cicli Stirling reali.

## Moto dei dispositivi meccanici
La maggior parte dei testi che si occupano del Ciclo, seguono il modello molto semplificato del ciclo Stirling ideale. Questo modo di procedere è ingannevole dato che se si calcolano le aree del ciclo ideale appaiono (teoricamente) delle rese energetiche in lavoro altissime. Questo renderebbe però necessari meccanismi impossibili da realizzarsi fisicamente.
In realtà occorre immaginare un meccanismo pratico che riesca ad ottenere qualcosa che assomigli al ciclo ideale, usando parti meccaniche usuali, reali, quali ad esempio pistoni, e manovellismi legati a questi.
L'uso di cinematismi legati alla rotazione produce, come è comprensibile, movimenti delle parti di tipo una Sinusoide.
L'insieme di moti sinusoidali, spesso con pistoni in "incrocio", trasformano il ciclo, rappresentato da linee rette o curve pure. in una specie di "fagiolo" appiattito, in cui l'area interna (e quindi il lavoro) risulta drasticamente ridimensionata.
Alcuni cinematismi come il cosiddetto "Ross yoke", (biella di Ross), (un biellismo di compromesso tra la testa a croce ed un rinvio a leva semplice), producono un moto quasi-sinusoidale.
Altri cinematismi producono moti diversi, i cinematismi possibili governano le possibili soluzioni, ma la gran parte dei possibili moti non sempre si concilia con tutte le condizioni contrastanti di un sistema ideale.

## Variazioni di volume
Le varie configurazioni dei vari dispositivi possibili a realizzare il ciclo prevedono forzatamente (determinate dai dispositivi meccanici) coercitive variazioni di volume.
Pur non essendo paragonabili alle perdite presenti in un motore endotermico, le eventuali inopportune variazioni di volume possono appesantire il ciclo con fenomeni di inutile pompaggio.
Occorre poi considerare che il fluido è confinato e quindi non ci sono grandi spazi di manovra per alleggerire il fenomeno; anzi il problema è notevole se si considera la necessità di ridurre gli “spazi morti”, cioè gli spazi, che separano necessariamente una parte del dispositivo dall'altra, dove il fluido passa ma sul quale non è svolta alcuna attività. (Infatti solo il Motore termoacustico quasi la totalità del fluido è coinvolta nelle trasformazioni).

## La pulsazione
Esiste poi un fatto molto importante, non descritto dal ciclo, e che rende enormemente importante la definizione della parte “reale” del dispositivo.
Come si può comprendere, (ma non è tanto facile capire come realizzarla) la condizione fondamentale ed esclusiva per poter estrarre energia meccanica (nei motori), od ottenere concentrazioni e sottrazioni di calore (nelle pompe di calore) è basata sul fatto che si realizzi, e si mantenga, una pulsazione ciclica del fluido di lavoro; nei motori questa pulsazione sarà sostenuta dal dislivello termico tra il punto caldo e quello freddo del sistema, ovvero, nella pompa di calore, la oscillazione sarà prodotta dal movimento indotto a produrre come risultato punti di depressione o compressione.
Appare quindi evidente, trattandosi di pulsazioni, che la costituzione di efficienti sistemi risonanti fluido-meccanici (quando il fluido è un gas che varia i suoi parametri termici in ambiente chiuso) è di difficilissima progettazione.
In effetti la pulsazione è ottenuta per tentativi ed in maniera del tutto empirica, provvedendo con successive approssimazioni con la forma fisica del motore, a sfasamenti del moto del pistone motore e di quello dislocatore, (cioè quello che trasferisce il fluido dal punto caldo al freddo); è dimostrato infatti che con pistoni in fase e soluzioni simmetriche il sistema non funziona.
L'allontanamento dalle condizioni "naturali" di pulsazione può produrre un repentino calo della efficienza del motore o al limite il suo arresto. Questo spiega tra l'altro l'indirizzo di uso del motore su regimi e carichi costanti, o la difficile "scalabilità".
In sintesi si può provvedere a migliorare un ciclo applicato ad una macchina che funziona, cercando di migliorarla (tentando ad esempio piccole variazioni di parametri e di scala), è invece difficile progettare, partendo dal ciclo ed ipotizzando i parametri, una macchina che semplicemente sia in grado di funzionare, senza neppure affrontare questioni di efficienza.

## Ciclo inverso
Se da un lato è difficile instaurare col calore una efficiente pulsazione, ed estrarre con efficienza l'energia dal sistema pulsante, ha minore difficoltà praticare il ciclo inverso, cioè provvedere a produrre, mediante somministrazione di energia meccanica, una pulsazione del fluido confinato, ed ottenere in siti definiti del macchinario stesso un sito di espansione (e quindi un raffreddamento), ed in un'altra uno di compressione (e quindi un riscaldamento).
Questo è quanto si realizza nella Macchina frigorifera Stirling, ottenuta con dispositivi meccanici convenzionali, con (Manovella e pistone), o con l'uso inverso del Motore termoacustico, dove la pulsazione meccanica è fornita da sistemi risonanti (Motore lineare, piastra a Piezoelettricità) operanti a frequenze molto più elevate.